# Ивайло Петров (футболист, р. 1973)
Ивайло Петров Иванов – Пифа е бивш български футболист и треньор по футбол. Играе на поста вратар. Роден е на 3 май 1973 година в София. Висок е 182 см, тежи 83 кг.

## Кариера
Юноша на Олимпик (Тетевен). Играл е във Велбъжд (Кюстендил), Олимпик (Тетевен), Олимпик-Берое (Ст. Загора), Академик (Свищов), Черно море, Леонидио (Гърция). Преминава от „Черно море“ в ЦСКА през юни 2006. Шампион на България за 2008 г. с ЦСКА. Има 10 мача в ЕКТ с допуснати 9 гола. През есента на 2008 за половин сезон играе в АЕК (Ларнака), след което се завръща в ЦСКА, където приключва футболната си кариера през 2010. От септември 2010 е треньор на вратарите в Чавдар (Бяла Слатина). През 2015 г. започва работа, като треньор на вратарите в ЦСКА. През 2016 г. напуска заедно с подалия оставка, старши треньор Христо Янев и асистента му Владимир Манчев.
На 16 януари 2018 г. е назначен за треньор на вратарите от набор 1999, 2000, 2001 и 2002 от Академия ЦСКА.
На 1 май 2018 г. влиза в щаба на временния треньор на ЦСКА, Христо Янев.
На 4 януари 2021 се завръща като треньор на вратарите в щаба на Бруно Акрапович. Носител на купата на България за сезон 2020/21.

## Любопитни факти
Ивайло Петров има спасени 4 поредни дузпи от 5 изпълнени (спасява първите две, третата се отбива от гредата, спасява и последните две) в мачове срещу Левски. Тези дузпи са спасени в два мача. Първият мач е когато е бил играч на Черно море, а втория с ЦСКА на финала за суперкупата на България за 2006 г., където изиграва важна роля за успеха като спасява 3 дузпи
. Отбелязва първия си гол в А група от дузпа на 23 септември 2006 г. в срещата ЦСКА-Славия (6 – 1).

## Статистика по сезони
- Берое – 1999/00 - A група, 14 мача/19 допуснати гола/5 сухи мача
- Черно море (Варна) – 2001/02 - A група, 25/32/5
- Черно море (Варна) – 2002/03 - A група, 7/4/4
- Черно море (Варна) – 2004/05 - A група, 25/30/8
- Черно море (Варна) – 2005/06 - A група, 13/17/4
- ЦСКА – 2006/07 - A група, 30/13/17
- ЦСКА – 2007/08 - A група, 28/10/19
- ЦСКА – 2008/09 - A група 14/9/6

## Успехи
- Носител на Купа на България за 2016 с ЦСКА. (като треньор на вратарите)
- Шампион на Югозападна В група за 2015/2016 г. с ЦСКА (София). (като треньор на вратарите)
- Носител на Купата на България за 2021 с ЦСКА. (като треньор на вратарите)